# Rauchdurchzündung

Skizze eines Raumes mit Rauchgasdurchzündung

Eine Rauch(gas)durchzündung (im Feuerwehrbereich meist mit der englischen Bezeichnung rollover oder flameover verwendet) ist das plötzliche Durchzünden und Abbrennen von Pyrolysegas. Dieses Gasgemisch entsteht durch Hitzeeinwirkung oder Verbrennung. Bei einer Rauchgasdurchzündung, primär in geschlossenen Räumen, ist genug Sauerstoff für die Zündung vorhanden. Dies unterscheidet die Rauchdurchzündung von der Rauchgasexplosion (engl. backdraught), für deren Entzündung dem Rauchgas zunächst weiterer Sauerstoff zugeführt werden muss. Hauptbestandteile des Rauchgases sind Pyrolysegase.

## Vorgang im abgeschlossenen Raum

### Entstehungsphase
Es entwickelt sich ein Feuer und heizt, bei ausreichend vorhandenem Sauerstoff, den Raum und seine Bestandteile auf, so dass sich Pyrolysegase bilden (Holz und Kunststoffe gasen brennbare Stoffe aus). Diese werden thermisch aufbereitet.

### Vollbrandphase
Hier kann es bei Erreichen des Zündpunkts zur Rauchgasdurchzündung und im Anschluss zur Vollbrandphase, u. a. mit Flammenschlag aus den Fenstern, kommen.

### Abnahmephase
Dann kommt es oft nach dem ersten Vollbrand zu einem Hitzeauftrieb des sich ansammelnden Rauchs. Dieser füllt den Raum bis zum Boden und verdrängt den Sauerstoff. Die Folge ist eine Abnahme der Brandintensität. Durch die unvollständige Verbrennung wird mit dem Rauch das brennbare Kohlenmonoxid generiert; für eine Verbrennung sind nun wieder die notwendigen Voraussetzungen Energie und Brennstoff vorhanden. Wird nun wieder Sauerstoff zugeführt, etwa durch das Öffnen einer Tür, kann es zu einer Rauchgasexplosion kommen.

## Ursprung
Pyrolysegase entstehen, wenn ein Stoff soweit erhitzt wird, dass er brennbare Gase absondert. Beispiele für Pyrolysegase sind der beißende gelb-weiße Qualm eines Lagerfeuers, ähnlicher Rauch bei Strohfeuern oder der Rauch nach dem Auspusten einer Kerze. Dieser Rauch (Gas- und Teilchengemisch) ist brennbar, was etwa bei Kerzen leicht zu beobachten ist, wenn man ein brennendes Streichholz wenige Zentimeter oberhalb des noch rauchenden Dochts entfernt hält. Pyrolysegase entstehen sehr leicht beim Brand von Einrichtungsgegenständen, seitdem bei deren Produktion viel Kunststoff eingesetzt wird.
Pyrolysegase sind sehr heiß und sammeln sich im oberen Teil des Raumes, erhitzen durch ihre hohe Temperatur auch andere Gegenstände und veranlassen diese, ebenfalls Pyrolysegase freizusetzen. Wird nun der Raum geöffnet, strömt frische Luft mit Sauerstoff hinein, der sich mit den brennfähigen Pyrolysegasen vermischt, und es entsteht ein zündfähiges Gemisch. Durch das bereits brennende Feuer im Raum wird das Gemisch entzündet und die Umgebung erhitzt sich schlagartig. Durch diese enorme Hitze und den plötzlich auftretenden Druckanstieg zerbersten sogar Fenster. Dadurch kann sich der Brand flächenmäßig weiter ausdehnen.
Deswegen sollten geschlossene Räume, in denen ein Feuer brennt, nicht von ungeschützten und nicht ausgebildeten Menschen geöffnet werden. Aber auch für Mitglieder der Feuerwehr stellt eine Rauchdurchzündung eine nicht zu unterschätzende Gefahr dar, da Temperaturen von weit über 1000 °C entstehen können.

## RolloverundFlashover
- Beim Rollover handelt es sich um das Zünden der Pyrolysegase einer Rauchschicht. Sobald sich genügend brennbare Pyrolysegase in der Rauchschicht angesammelt haben und genügend Luft zur Zündung im Raum ist, findet eine Durchzündung der Rauchschicht statt.
- Beim Flashover handelt es sich um den Übergang vom Entstehungsbrand zum Vollbrand durch das Zünden aller brennbaren Oberflächen im Raum durch die Strahlungswärme der Rauchgasschicht.

Die Phänomene Rauchgasdurchzündung und Flashover treten bei jedem größeren Brand in geschlossenen Räumen auf, der die Entstehungsphase überschreitet.